# Exeter, Ontario
Exeter är en ort i Kanada.   Den ligger i provinsen Ontario, i den sydöstra delen av landet, 500 km sydväst om huvudstaden Ottawa. Exeter ligger 272 meter över havet och antalet invånare är 4 785.
Terrängen runt Exeter är platt, och sluttar brant västerut. Närmaste större samhälle är South Huron, 4,2 km sydväst om Exeter.
Trakten runt Exeter består till största delen av jordbruksmark. Runt Exeter är det glesbefolkat, med 14 invånare per kvadratkilometer.